# 清淮軍節度使
清淮军节度使，五代十国杨吴、南唐、宋朝的节度使，治所在寿州（今安徽省寿县）。
天祐十四年（917年），在濠州设立清淮军節度使，下辖濠州（今安徽省凤阳县）、寿州（治寿春县，今安徽省寿县）、光州（今河南省潢川县）。乾貞元年（927年），清淮军节度使治所由濠州迁到寿州，清淮军下辖光州、寿州。后来南唐继续沿置。保大十四年（956年），后周一度夺取光州，保大十五年（957年），后周夺取寿州、光州，把寿州迁到下蔡县（今安徽省凤台县），清淮军节度使改为忠正军节度使。宋朝寿州的军号也是忠正军节度使。

## 历任节度使
清淮军节度使
- 崔太初（921年）
- 周本（922年）
- 钟泰章（922年）
- 王稔（922年）
- 刘仁规（933年）
- 高审思（936年—942年）
- 姚景（942年—944年）
- 刘崇俊（944年—946年）
- 刘彦贞（946年—955年）
- 刘仁赡（955年—958年）

忠正军节度使
- 杨信（杨承信，957年—960年）
- 赵赞（960年—961年）
- 王审琦（961年—970年）